# Toplitzsee
Toplitzsee je malé jezero v Solné komoře v rakouské spolkové zemi Štýrsko. Jezero se nachází v nadmořské výšce 718 m, je dva kilometry dlouhé, 400 m široké a 103 m hluboké. Ve vodě již od hloubky 20 m není obsažen kyslík. Z jezera vytéká potok Toplitz Bach, který teče do většího jezera Grundlsee. Obě jezera jsou též propojena naučnou geo stezkou vedenou háji podél potoka Toplitz Bach.

## Hledání pokladu v jezeře
V letech 1943 až 1945 byly na jezeře prováděny zkoušky německých zbraní. Experimentovalo se zde s výbušninami a byla zde odpálena torpéda, která vytvořila velké otvory ve stěnách kaňonu. Na konci války byly v jezeře potopeny padělané bankovky.
Po ukončení 2. světové války se začaly objevovat spekulace, že v jezeře jsou ukryty zlaté rezervy Třetí říše, cenné umělecké předměty apod. Při průzkumu jezera malými ponorkami ovšem nic takového nebylo potvrzeno. V roce 1959 se ale podařilo z jezera vytáhnout bedny s padělanými bankovkami, pocházejícími z operace Bernhard.

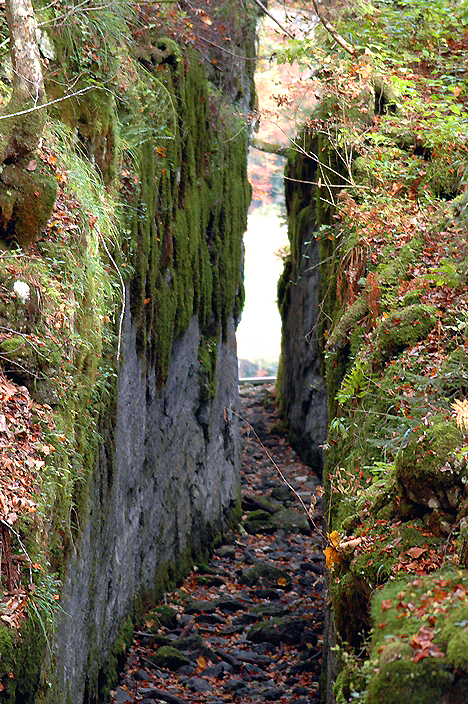
Kanál mezi Kammersee a Toplitzsee

Ponory jsou nebezpečné kvůli mnoha shnilým stromům, potopeným v jezeře. V roce 1963 zahynul během hledání údajného pokladu v jezeře potápěč. Následující čtyři týdny probíhalo pátrání po těle potápěče a jezero bylo mapováno. Poté byly v jezeře prováděny ponory financované ministerstvem vnitra za účelem hledání potopeného válečného materiálu. Po zimní přestávce roku 1964 ministerstvo už práce z finančních důvodů neobnovilo. Následoval zákaz potápění v jezeře, který trval až do roku 1983.
V roce 2000 americká společnost potápění Oceaneering zkoumala dno jezera po dobu tří týdnů bez valného výsledku. Rakouské spolkové lesy, jako správce jezera, povolily společnosti podrobné pátrání v letech 2005 až 2008. Další hledání, které měl vést Američan Norman Scott, bylo schváleno roku 2009, ale k realizaci nakonec nedošlo.

## Kulturní dopad
Jezero se objevilo ve scéně v komerčně úspěšném filmu z roku 1964 s Jamesem Bondem Goldfinger. Roku 1959 byl natočen film o pokladu v jezeře, nazvaný Der Schatz vom Toplitzsee, který ovšem nevzbudil velkou pozornost.